# Зурилаудимахи
Зурилаудимахи (дарг. Зурилаудимахьи) — село в Левашинском районе Дагестана. Входит в состав сельского поселения Сельсовет Аялакабский.

## География
Расположено в 14 км к востоку от районного центра села Леваши, на реке Какаозень.

## Население
| 1926 | 1939 | 1970 | 1989 | 2002 | 2010 | 2021 |
| ---- | ---- | ---- | ---- | ---- | ---- | ---- |
| 143  | ↗148 | ↗230 | ↘209 | ↗406 | ↗462 | ↘431 |